# Peuluekung
Peuluekung is een bestuurslaag in het regentschap Aceh Barat van de provincie Atjeh, Indonesië. Peuluekung telt 141 inwoners (volkstelling 2010).